# Карамбол (филм)
Вижте пояснителната страница за други значения на Карамбол.
„Карамбол“ е български игрален филм (драма) от 1966 година на режисьора Любомир Шарланджиев, по сценарий на Атанас Ценев. Оператор е Емил Вагенщайн. Създаден е по повестта „Замъкът на бялата роза“ на Атанас Ценев. Музикално оформление Дончо Хинов. Художник на постановката е Петко Бончев.
Филмът е заснет в Бургас.

## Актьорски състав
| Изпълнител                     | В главните роли                                                              |
| ------------------------------ | ---------------------------------------------------------------------------- |
| Невена Коканова                | Ана Мартинова, оперна певица-мецосопран                                      |
| Анани Явашев                   | Атанас (Наско) Георгиев - „Наскин“, журналист от отдел „Култура“ на вестника |
| Евстати Стратев                | Райчо Трайков - „Райкин“, бивш студент, приятелят на Наско                   |
| Елена Райнова                  | Анелия Гавакова, студентка, дъщеря на директора на текстилния завод          |
| Асен Миланов                   | главният редактор на вестника                                                |
| Климент Денчев                 | Емил, диригент в операта и съпруг на Мария                                   |
| Мария Тролева                  | Мария, съпругата на Емил                                                     |
| Мария Стефанова                | Лидия, съседката на Наско и Райчо                                            |
| Васил Вачев                    | бай Евстати Евстатиев, завеждащ отдел „Култура“ на вестника                  |
| Илия Добрев                    | Митко, певец                                                                 |
| Борис Шарланджиев              | Панамски, отговорен секретар на вестника                                     |
| Стоян Гъдев                    | Кръстофан, тромбонист                                                        |
| Васил Попилиев                 | съпругът на Лидия, отрядник                                                  |
| Димитър Стратев                | ректорът                                                                     |
| Спас Джонев                    | маестрото - режисьор, ухажор на Ана                                          |
| Таня Вучкова                   | гостенка на рожденния ден                                                    |
| Герасим Младенов               | хазяинът                                                                     |
| Марин Янев                     | студентът, заващ думата на Наско                                             |
| Ани Бакалова (не е в титрите)  | Мария                                                                        |
| Продан Нончев (не е в титрите) | студент                                                                      |